# Zofia Barczyk
Zofia Barczyk, z domu Kuśmierska pseudonim „Hanka” (ur. 26 marca 1925 w Warszawie, zm. 25 marca 2018 w Palatine w stanie Illinois) – działaczka polonijna, powstaniec warszawski.

## Życiorys
Walczyła w powstaniu warszawskim, w szeregach II batalionu „Lecha Grzybowskiego” Zgrupowania „Chrobry II”. Następnie dostała się do niewoli niemieckiej, przebywała w Stalagu 344 Lamsdorf, Stalagu IV B w Mühlberg, tzw. komenderówce w Chemnitz oraz Stalagu VI C w Oberlangen. Po zakończeniu wojny przebywała we Włoszech, a następnie w Wielkiej Brytanii. Tam poznała swojego przyszłego męża Wiktora Barczyka. Początkowo mieszkała w Cambridge, w 1951 wyjechała razem z mężem do Stanów Zjednoczonych.
W USA zamieszkała początkowo w Nowym Jorku, następnie w Chicago. Była działaczką polonijną, prowadziła z mężem działalność edukacyjną w środowisku polskim. Współzałożyła z mężem w 1979 i następnie kierowała Polską Szkołą im. Fryderyka Chopina w Palatine/Buffalo Grove.
Miała sześcioro dzieci.

## Odznaczenia
- Złoty Krzyż Zasługi (1990 – przez Prezydenta RP na Uchodźstwie)[1]
- Medal Komisji Edukacji Narodowej (2001)
- Krzyż Kawalerski Orderu Zasługi Rzeczypospolitej Polskiej (2007)[2].
- Medal „Pro Patria” (2013)
- Krzyż Oficerski Orderu Zasługi Rzeczypospolitej Polskiej (2014)[3].